# یشیل‌کوی، ختای
یاشیل‌کوی (به ترکی استانبولی: Yeşilköy) شهری است در کشور ترکیه که در استان ختای واقع شده‌است. جمعیت این شهر بر اساس سرشماری سال ۲۰۰۸ میلادی ۱۰٬۵۷۵ نفر و بر اساس برآوردهای سال ۲۰۰۹ میلادی ۱۰٬۹۴۵ نفر می‌باشد.

## نگارخانه

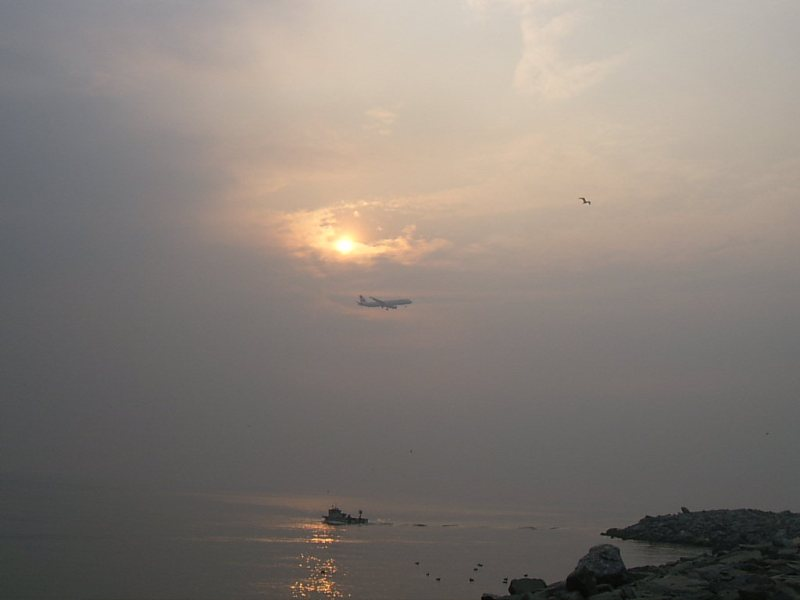
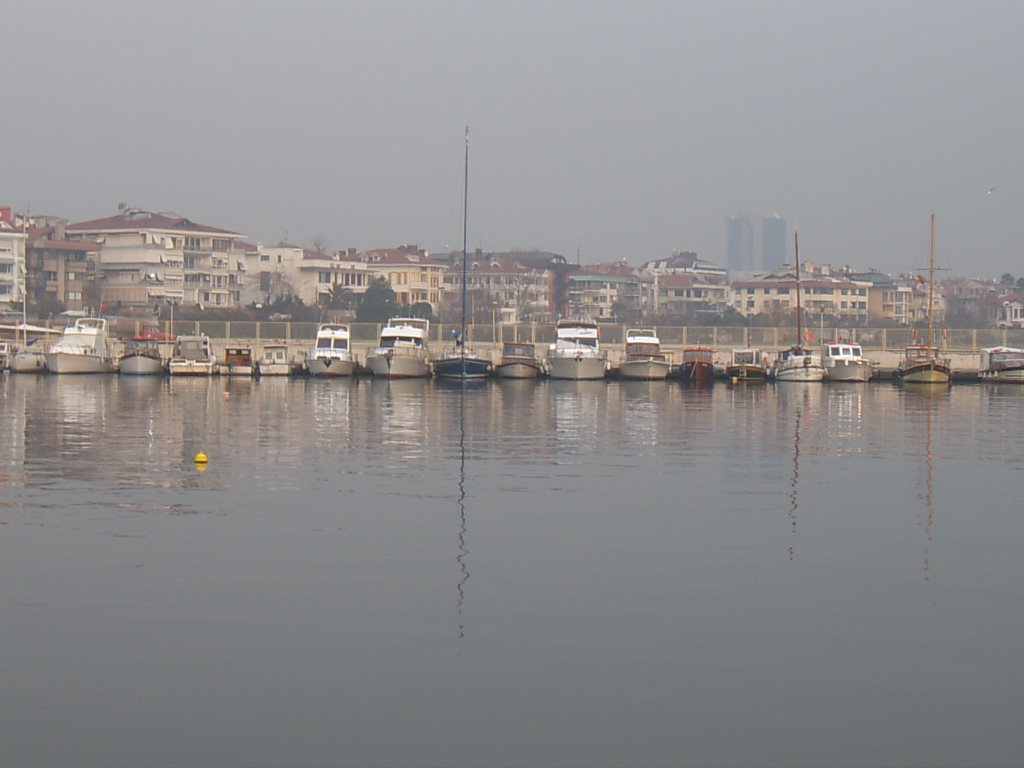
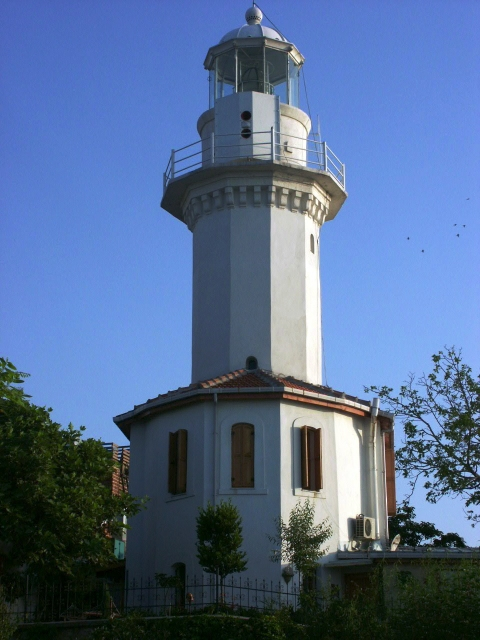
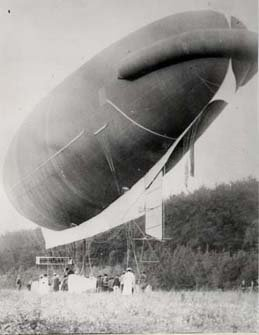